# MPT 1327
MPT 1327 ist ein analoger Bündelfunk-Netzstandard, der 1988 in Großbritannien von der British Radiocommunications Agency für die Verwendung im Sprechfunk entwickelt wurde. 
Die Kanalbandbreite kann 12,5 kHz oder 25 kHz betragen.
Es gibt mehrere erlaubte Rufarten:
- Zweierverbindung
- Sammel- und Festgruppenruf
- Gruppenruf durch sequentiellen Teilnehmerruf
- Rufumleitung
- Prioritätsverbindungen
- Notrufe
- Datenübertragung

## Situation in Deutschland
Bereits vor der Einführung der GSM-Netze hatten verschiedene Staaten landesweite oder regionale analoge Bündelfunknetze auf Basis des MPT-1327-Standards in Betrieb. In Deutschland gab es mehrere Anbieter, von denen die Deutsche Telekom, die ihre Bündelfunksysteme unter dem Namen Chekker vermarktet hat, der größte war. 
Siehe auch: Funkrufnetz#Chekker
Der Gesetzgeber hatte bei der Planung ein regionales Netzwerk im Sinn – als Abgrenzung zum schon vorhandenen C-Netz. Die Regionalität war aber auf lange Sicht auch das größte Problem der Netze. Zum einen musste für jede Wirtschaftsregion ein eigener Antrag gestellt werden. Viele A4-Ordner mit teuren Planungsunterlagen mussten eingereicht werden. Zum anderen mussten beim Anwender, wenn er seine Fahrzeuge in eine andere Region schickte (z. B. zur Baustelle dort), die Funkgeräte mit den dort verwendeten Funkkanälen neu programmiert werden. Für die zusätzliche Region wurde dann auch eine zusätzliche Nutzungsgebühr fällig. Ein Roaming, wie in Funktelefonnetzen üblich, gab es nicht. War Bündelfunk im Vergleich mit dem C-Netz noch wettbewerbsfähig, so kam mit dem Sinken der Gebühren im D-Netz für viele Netzbetreiber rasch das Aus. Die Betreibergesellschaften wechselten sehr oft. Eine Zentralisierung setzte ein und der letzte – damals bundesweite – Betreiber hieß Dolphin Telecom. Dieser versuchte noch einen Umbau auf digitalen Bündelfunk. Als die Umstellung auf einen US-Funktelefonstandard von der Bundesnetzagentur jedoch verweigert wurde, zog sich der kanadische Investor aus Europa zurück. Die Betreibergesellschaft wurde abgewickelt und viele Funknetze wurden abgeschaltet. 
Einige Teilnetze wurden von lokalen Betreibern weiter in Betrieb gehalten und sind noch heute in Betrieb. So betreibt die e*Dispatch Professional Mobile Radio GmbH (e*Dispatch) seit 2005 ein erfolgreiches Bündelfunknetz in Berlin und weiten Teilen Brandenburgs. Zu den Nutzern gehören Verkehrsbetriebe, Versorger und Entsorger, Behörden, Krankentransport- und Taxiunternehmen, Sicherheits- und Kurierdienste sowie Abschlepp- und Containerdienste. 
Einen weiteren Betreiber, die ProRegio Bündelfunk GmbH & Co KG, gibt es in Baden-Württemberg, dessen Netz bis in die Schweiz (Großraum Basel) reicht. Die Firma übernahm im Herbst 2005 das Netz der Dolphin Telecom Deutschland. Schwerpunkte bilden hierbei der ÖPNV, die Versorgung von Werksgeländen sowie andere professionelle Anwendungen bei Sicherheitsdiensten, Gemeinden (Ortspolizeien bzw. KOD) und Flugplätzen.